# Sébastien Pauvert
Sébastien Pauvert (Beaupréau, 27 settembre 1977) è un ex calciatore francese, di ruolo portiere.

## Carriera
Con l'Istres ha giocato nel campionato di Ligue 2.
Dal 2005 al 2012 ha difeso i pali del Vendée Fontenay Foot, nello Championnat de France amateur.